# Élitro
Los élitros son las alas anteriores, modificadas por endurecimiento (esclerotización), de ciertos órdenes de insectos como los coleópteros. Es típico del orden de los coleópteros y los dermápteros (en estos últimos a veces son llamados elitroides).
Se denominan hemiélitros cuando el endurecimiento no es total, sino parcial; su porción basal (próxima al pronoto) está engrosada y endurecida, y la porción apical o distal es membranosa (membrana del hemiélitro). Esto es típico de los heterópteros, pertenecientes al orden Hemiptera.

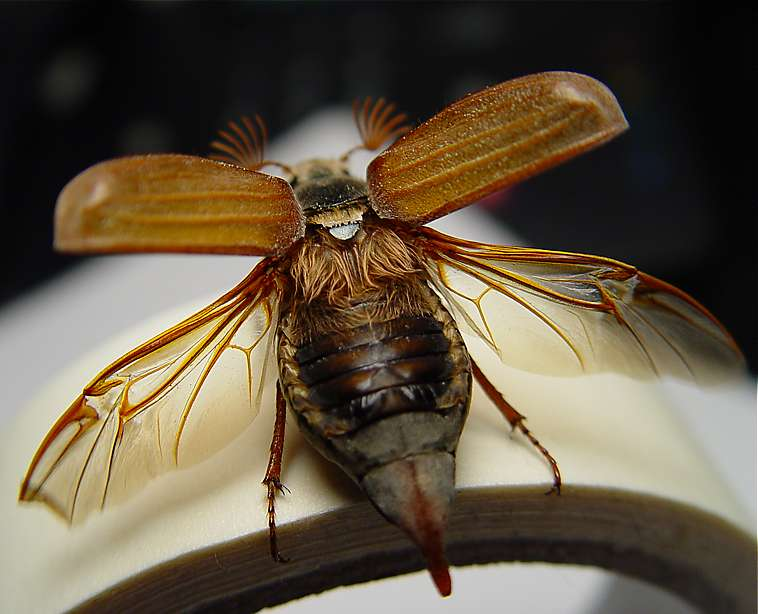
Ejemplar adulto de Melolontha melolontha. Pueden distinguirse los élitros (alas anteriores) y las alas membranosas posteriores.

Sirven como protección para las alas posteriores que están inmediatamente debajo y que sirven para volar. En algunos casos, los élitros están unidos, dejando al insecto sin capacidad de volar. Tienen asimismo una función de equilibrio durante el vuelo.